# سید محمد باقرزاده
سید محمد باقرزاده با نام پیشین میر فیصل باقرزاده سرتیپ سپاه پاسداران انقلاب اسلامی است، که هم‌اکنون به‌عنوان رئیس کمیته جستجوی مفقودین ستاد کل نیروهای مسلح فعالیت می‌کند.
وی فعالیت نظامی را در خلال جنگ ایران و عراق در سپاه پاسداران آغاز کرد. باقری در فاصله سال‌های ۱۳۸۳ تا ۱۳۹۱ رئیس بنیاد حفظ آثار و نشر ارزش‌های دفاع مقدس بود. وی در اعتراض به سیاست آل سعود نام خود را از میر فیصل به سید محمد تغییر داد.